# Дам'ян Войташек
Да́м'ян Войта́шек (пол. Damian Wojtaszek; нар. 7 вересня 1988) — польський волейболіст, ліберо, гравець клубу «Про́єкт» (Варшава) і національної збірної. Чемпіон світу 2018, володар Кубка виклику (2024).

## Життєпис
Грав у клубах «Воля» (Варшава, 2004–2006), АЗС Варшавська Політехніка (2006—2012), «Ястшембський Венґель» (Ястшембе-Здруй, 2012—2015), «Ресовія» (м. Ряшів, 2015—2017). Із сезону 2017–2018 — в ОНІКО Варшава / Верва Варшава Орлен Паліва / Проєкт (Варшава) (ONICO Warszawa / Verva Warszawa Orlen Paliwa / Projekt).

### Досягнення
Клубні
- переможець Кубка виклику ЄКВ: 2024,
- фіналіст Кубка Польщі 2014,
- фіналіст Суперкубка Польщі 2016, 2020,
- неодноразовий призер різних змагань[2].

Зі збірною
- чемпіон світу 2018.

Особисті
- кращий діґґер Плюс Ліги 2013—2014[3]

### Державні нагороди
- Золотий Хрест Заслуги (2018).